# Wybory do Parlamentu Europejskiego w Holandii w 1989 roku
Wybory do Parlamentu Europejskiego w Holandii w 1989 roku zostały przeprowadzone 15 czerwca 1989 r. Holendrzy wybrali swoich 25 przedstawicieli  do Parlamentu Europejskiego. Frekwencja wyborcza wyniosła 47,48%.

## Wyniki wyborów
| Lista wyborcza                               | Głosy     | %     | Mandaty | Zmiana |
| -------------------------------------------- | --------- | ----- | ------- | ------ |
| Apel Chrześcijańsko-Demokratyczny            | 1 814 107 | 34,60 | 10      | +2     |
| Partia Pracy                                 | 1 609 626 | 30,70 | 8       | -1     |
| Partia Ludowa na rzecz Wolności i Demokracji | 714 745   | 13,63 | 3       | -2     |
| Regenboog                                    | 365 535   | 6,97  | 2       | +2     |
| Demokraci 66                                 | 311 990   | 5,95  | 1       | +1     |
| SGP-GPV-RPF                                  | 309 060   | 5,90  | 1       | -      |
| pozostali                                    | 117 270   | 2,23  | 0       | -      |
| Głosy nieważne i puste                       | 28 041    | 0,53  | 0       | -      |
| Razem                                        | 5 270 374 | 100   | 25      | -      |